# Lourdes Flores
Cet article possède des homonymes et des paronymes, voir Flores et Nano (homonymie).
Flores  Nano est un nom espagnol. Le premier nom de famille, en général paternel, est Flores ; le second, en général maternel, souvent omis, est Nano.
Lourdes Celmira Rosario Flores Nano (née le 7 octobre 1959 à Lima) est une avocate et une femme politique péruvienne, présidente du Parti populaire chrétien de 2003 à 2011.

## Biographie
Elle devient militante du Parti populaire chrétien à 18 ans. Elle commence son activité politique comme étudiante à l'université. En 1990, elle est élue députée de Lima au Congrès de la République, avec un des scores parmi les plus élevés. Réélue en 1995, elle siège au parlement jusqu'en 2000.
En 2001, elle se présente à l'élection présidentielle où elle termine en troisième place avec 24,30 % des voix. Elle est de nouveau candidate lors de l'élection du 9 avril 2006 pour la coalition de droite Unité nationale. Bénéficiant du soutien de la plupart des médias, elle défend un programme économique libéral s'inscrivant dans la continuité des réformes mises en place depuis les années 1990. Elle appuie le traité de libre-échange avec les États-Unis qui, selon elle, ouvrira de nouvelles perspectives aux petites entreprises. Alors qu'elle est perçue comme une représentante des intérêts de la bourgeoisie péruvienne, elle s'ouvre aux questions sociales, proposant d'augmenter le budget de l'éducation et de mettre en place un système de sécurité sociale pour les plus pauvres, bien qu'elle ne se soit, selon ses détracteurs, jamais intéressée aux questions sociales lorsqu'elle était parlementaire. Elle prend à nouveau la troisième place avec 23,81 % des voix, derrière Ollanta Humala (30,61 %) et Alan Garcia (24,32 %).